# Theo Helfrich
Theodor Karl "Theo" Helfrich, född 13 maj 1913 i Frankfurt am Main, död 29 april 1978 i Ludwigshafen am Rhein, var en tysk racerförare.

## Racingkarriär
Helfrich körde Tysklands Grand Prix tre år i rad, med en tolfteplats 1953 som bästa resultat.
Han blev tysk formel 2-mästare 1953 och körde även sportvagnsracing med Mercedes-Benz och Borgward.

## F1-karriär
| Säsong | Stall/Tillverkare       | Poäng | Placering |
| ------ | ----------------------- | ----- | --------- |
| 1952   | Theo Helfrich (Veritas) | 0     | -         |
| 1953   | Theo Helfrich (Veritas) | 0     | -         |
| 1954   | Hans Klenk (Klenk-BMW)  | 0     | -         |